# 迭斯尔德·阿旺丹巴达尔吉嘉木苏
迭斯尔德·阿旺丹巴达尔吉嘉木苏（1857年—19世纪？），蒙古族，阿拉善厄魯特旗厢根达来巴嘎人，第四世迭斯尔德活佛。

## 生平
1857年，生于阿拉善厄魯特旗厢根达来巴嘎，是阿拉善旗协理那仁达来之子，迎请至南寺（广宗寺）坐床后不久便圆寂。